# 山崎方代

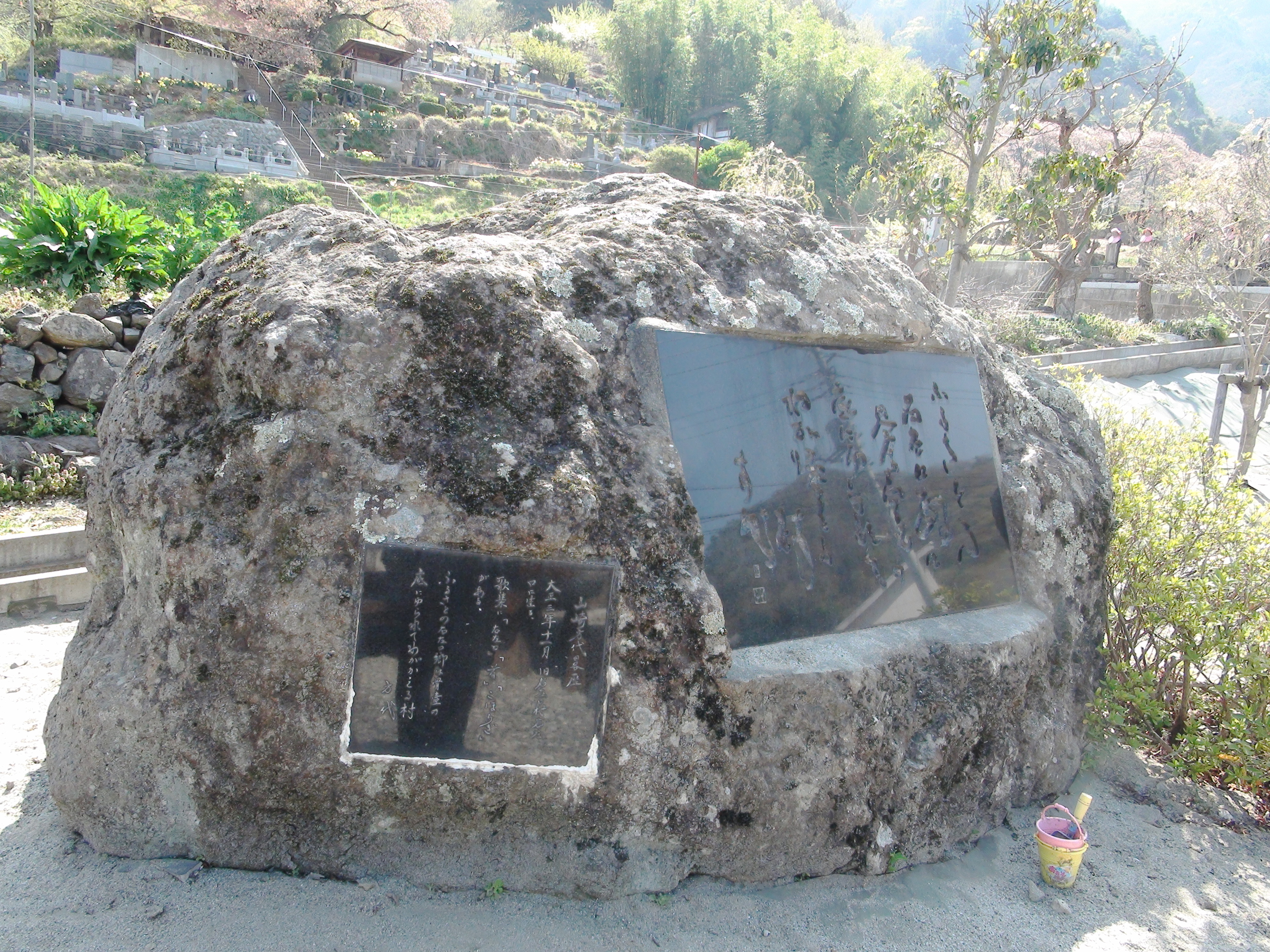
右左口宿にある生家跡地の記念歌碑（2011年4月撮影）

山崎 方代（やまざき ほうだい、1914年（大正3年）11月1日‐1985年（昭和60年）8月19日）は、日本の歌人。

## 略歴

### 出生から右左口村時代

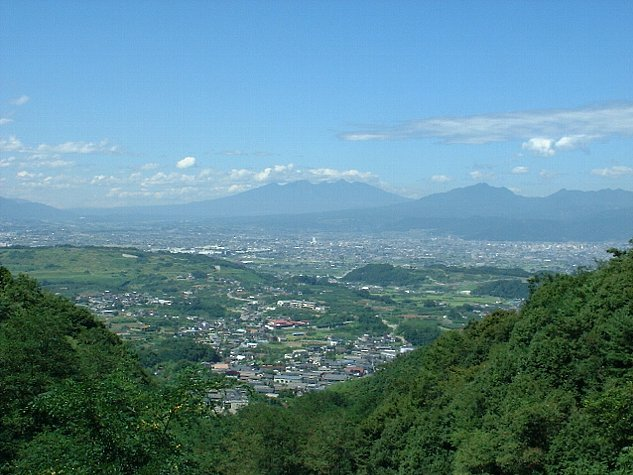
方代故郷の旧右左口村付近。右左口峠付近から北西望　正面奥は八ヶ岳

山梨県東八代郡右左口村（現・甲府市右左口町）に生まれる。父は龍吉、母は「ひさの」。方代は八人兄弟の末子で、次男。1920年（大正9年）5月には姉の「くま」が結婚し、姉は神奈川県横浜市へ移る。1921年（大正10年）4月、方代は右左口尋常高等小学校（現・甲府市立中道南小学校）へ入学する。卒業後は実家の桑畑や山仕事を手伝う。
1929年（昭和4年）3月、方代は小学校を卒業する。右左口村では1927年（昭和2年）に田中睦男が中心となり歌会「地上」が発足し、方代は1932年（昭和7年）に最年少で入会する。1934年（昭和9年）には『山梨日日新聞』新年文芸において佳作に入選する。方代はこの頃、「山崎一輪」の筆名で右左口青年団雄弁部文芸部季刊誌『ふたば』や『山梨日日新聞』『峡中日報』などに投稿する。同年には徴兵検査において甲種合格するが、この頃には両親が眼病を患っていたため、兵役免除となる。
1935年（昭和10年）には田中達馬の紹介で「あしかび」に入会する。1936年（昭和11年）には「あしかび」をはじめ「水甕」や山下陸奥の主催する「一路」などの結社誌に詩や短歌を発表している。同年11月5日には三枝常盤邸で開催された一路山梨支部創立歌会に参加している。同年には右左口村青年団文芸部長となり、『ふたば』の編纂にも関わっている。

### 横浜転居と出征
1937年（昭和12年）1月24日にも一路山梨支部新年歌会に参加し、1月末には東京に山下陸奥を訪問している。8月1日から8月2日には山梨県の山中湖畔で「一路」懇親大会が開催され、方代も参加している。11月25日には母の「けさの」が死去し、方代は眼病を患う父とともに、神奈川県横浜市浅間町に住む姉の関家に引き取られる。
方代の横浜転居時期は1938年（昭和13年）1月とされているが、右左口村出身で右左口尋常高等小学校時代に方代と同級であった武田保重旧蔵の写真「山崎君離郷記念 十三・二・五」には、昭和13年2月5日の日付が記されている。武田保重は自身も山梨日日新聞に川柳を投稿している人物で、写真は方代が右左口生年団文芸部の仲間とともに撮影した記念写真であると判断されている。写真の日付から方代は昭和13年2月には右左口村で身辺整理を行い、2月5日に記念写真を撮影し、2月6日に甲府信用組合楼上で開催された一路山梨支部新年歌会に出席し、3月頃までに横浜への転居を完了したと考えられている。
1941年（昭和16年）7月には臨時招集され、千葉県の陸軍東部第77部隊へ入隊する。翌年には野戦高射砲第33大隊一等兵として出征し、南方方面で戦う。シンガポール、ジャワ島、ティモール島と転戦し、ティモール島のクーパンの闘いで負傷し、右目を失明する。野戦病院で終戦を迎える。

### 戦後の活動
1946年（昭和21年）6月には復員し、傷痍軍人の職業訓練で習った靴の修理をしつつ各地を放浪する。「一路」における活動も再開し、1947年（昭和22年）5月15日には山下陸奥を故郷・右左口村へ案内している。
戦後は筆名に本名の「方代」を用いた。1948年（昭和23年）6月には「一路」から離脱し、同年10月に山形義雄・長倉智恵雄・芝山永治・岡部桂一郎ら同志と「工人」を創刊し、右左口村に山梨支部をおいた。
同年には岡部桂一郎の奨めで15世紀・フランスの詩人であるフランソワ・ヴィヨン（François Villon）の『ヴィヨン詩鈔』（鈴木信太郎訳、1948年、全国書房）を購入し、同書を読み込んでいる。1949年（昭和24年）には山梨県から静岡県、大阪府、和歌山県までの長期の放浪を行っている。1950年（昭和25年）には横浜へ戻る。
1954年（昭和29年）には岡部桂一郎・山形義雄ら「工人」同志と「黄」を創刊する。1949年には宮柊二（みや しゅうじ）が主導して岡部桂一郎・金子一秋・葛原繁ら「泥の会」の活動から同人誌「泥」が創刊され、方代は同誌にも短歌を寄せている。

### 第一歌集『方代』と合同歌集『現代』
1955年（昭和30年）には山上社から第一歌集『方代』を発表。1971年（昭和46年）には「寒暑」を創刊。
1964年（昭和44年）11月には短歌新聞社から合同歌集『現代』が刊行された。『現代』には方代のほか大西民子・岡野弘彦・河野愛子・清水房雄・長沢一作・山崎一郎の和歌150首が収録され、『現代』に収録された方代の和歌は第二歌集『右左口』にも収録された。甲府市寄託・山崎方代旧蔵資料には『現代』収録短歌150首の記されたノートが含まれており、旧仮名使いが現代仮名遣いに統一され、推敲作業により一部の句は表現を変えている。

### 鎌倉居住から晩年

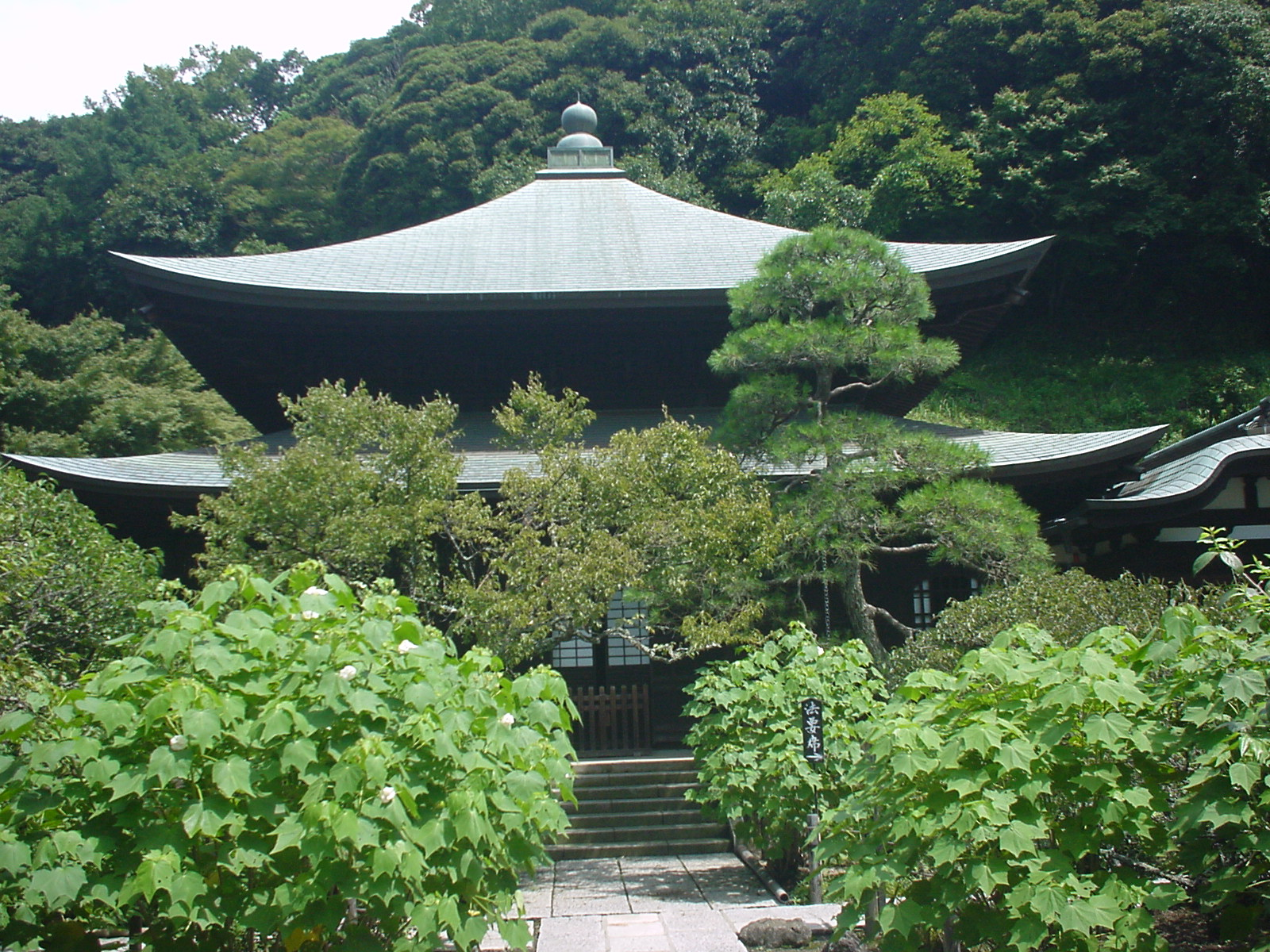
瑞泉寺

1972年7月から神奈川県鎌倉市手広の鎌倉飯店店主宅の一角に用意された4畳半の「方代艸庵」に住む。1973年には第二歌集『右左口』を刊行する。1974年（昭和49年）には「めし」15首（『短歌』1974年9月掲載）により第一回『短歌』愛読者賞を受賞する。1978年（昭和53年）には玉城徹により『うた』が創刊され、方代は創刊号から投稿している。1980年（昭和55年）11月には第三歌集『こおろぎ』を刊行した。方代はこの頃随筆も手掛け、1981年（昭和56年）には随筆集『青じその花』を刊行している。
1984年（昭和59年）11月には山梨県東山梨郡牧丘町（現・山梨市牧丘町）を訪れ、最後の山梨旅行となる。同年12月には肺がんと診断され、1985年（昭和60年）1月に入院する。手術を受け入院生活を送る。入院中には1985年1月11日から同年3月18日まで「山崎方代病床日記」を記している。同年8月19日に国立横浜病院で心不全のため71歳で死去した。通夜・告別式は神奈川県鎌倉市二階堂の瑞泉寺で行われ、本葬は故郷の円楽寺で実施された。戒名は観相院方代無煩居士。
1988年（昭和63年）、親交のあった大下一真らによって研究誌「方代研究」が創刊される。また、1987年には鎌倉で「方代を語り継ぐ会」が発足し、大下らの手によって、毎年9月の第1土曜に瑞泉寺において「方代忌」が営まれている。
特定の結社に属さず、身近な題材を口語短歌で詠んだ。鎌倉に住む歌人吉野秀雄や唐木順三とも交友があり、しばしば土産物を携えて訪ねたという。鎌倉の瑞泉寺住職・大下豊道は吉野秀雄と交流があり、方代は吉野を介して大下豊道とも交流している。関係資料は山梨県甲府市の山梨県立文学館に所蔵されており、常設展でも展示されている。また、生家跡地には中道往還の右左口宿や円楽寺など周辺の歴史的景観と合わせた観光拠点とするため、歌碑の移設や東屋を設置する計画が出されている。

## 著作
- 第一歌集『方代』 山上社、1955年
- 合同歌集『現代』 短歌新聞社、1965年
- 第二歌集『右左口』 短歌新聞社、1974年

文庫版 短歌新聞社〈短歌新聞社文庫〉、1992年
- 第三歌集『こおろぎ』 短歌新聞社、1980年

文庫版 短歌新聞社〈短歌新聞社文庫〉、1992年
- 選歌集『首』 短歌新聞社〈現代歌人叢書〉、1981年
- 随筆集『青じその花』 かまくら春秋社、1981年
- 第四歌集『迦葉』 不識書院、1985年

文庫版 短歌新聞社〈短歌新聞社文庫〉、2003年
- 選歌集『こんなもんじゃ』 文藝春秋社、2003年　装画：東海林さだお
- 随筆集『もしもし山崎方代ですが』 かまくら春秋社、2004年

## 評伝・研究書
- 坂出裕子 『道化の孤独 歌人山崎方代』 不識書院、1998年
- 大下一真 『山崎方代のうた』 短歌新聞社、2003年
- 田澤拓也 『無用の達人 歌人山崎方代伝』 角川書店、2003年

文庫版 角川学芸出版〈角川ソフィア文庫〉、2009年
- 阿木津英 『方代を読む』 現代短歌社、2012年
- 今林康夫 『方代とその作品』 みどり美術印刷、2011年

## 関連文献
- 大下一真・湯川晃敏 『方代さんの歌をたずねて-芦川・右左口編』 光村印刷、2007年
- 大下一真・湯川晃敏 『方代さんの歌をたずねて-甲州篇』 光村印刷、2008年
- 大下一真・湯川晃敏 『方代さんの歌をたずねて-放浪篇』 光村印刷、2010年